# Kedungrawan
Kedungrawan is een bestuurslaag in het regentschap Sidoarjo van de provincie Oost-Java, Indonesië. Kedungrawan telt 2656 inwoners (volkstelling 2010).